# Anatomieturm (Regensburg)

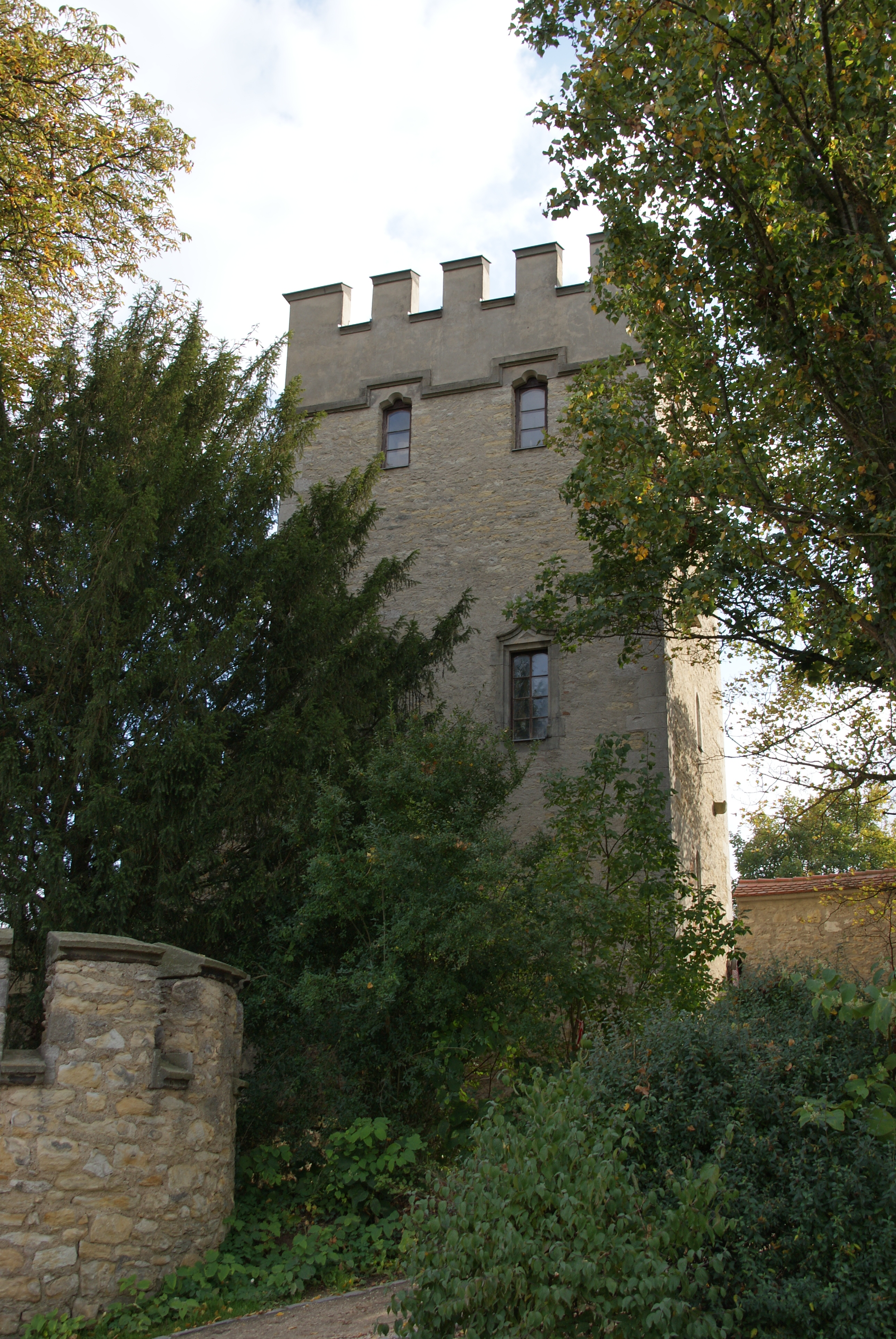
Anatomieturm
Nordansicht

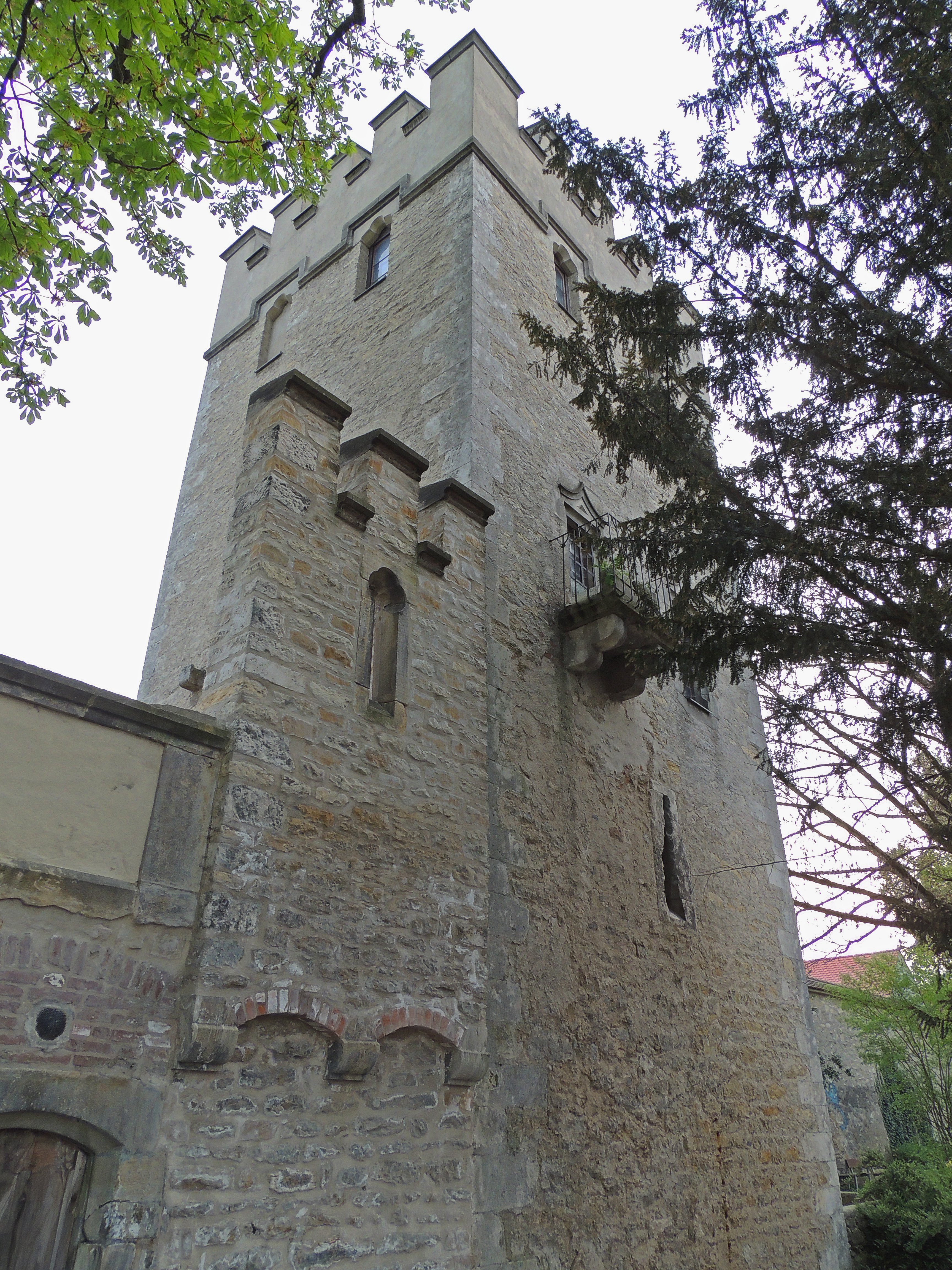
Anatomieturm Obergeschosse

Der Anatomieturm als Stadtmauerturm der donauseitigen Stadtmauer war Teil der mittelalterlichen Stadtbefestigungsanlagen von Regensburg, die zwischen 1280 und 1320 errichtet wurden. Der Turm steht leicht erhöht zwischen zwei erhaltenen längeren Abschnitten der ehemaligen Stadtmauer im nordwestlichen Bereich der Parkanlagen der Königlichen Villa oberhalb der Donaulände am südlichen Ufer der Donau.

## Geschichte
Der Anatomieturm, der als Wehrturm Nr. (XVI) erbaut wurde und später nach einer benachbarten Pulvermühle als Pulverturm bezeichnet wurde, war einer von 23 Mauertürmen der mittelalterlichen Stadtmauer von Regensburg. Er wurde in Bruchsteintechnik mit Eckverquaderung als viergeschossiger Turm mit Tonnengewölbe im Erdgeschoss gebaut. Im ersten Obergeschoss befanden sich die Öffnungen für den ehemaligen Wehrgang. Die östliche Öffnung dient heute als Zugang zum Turm. Der Anatomieturm ist neben dem Ägidienturm in der Nähe vom Ägidienplatz  einer der zwei Mauertürme, die sich, außer den beiden großen Tortürmen Ostenturm und Prebrunnturm, erhalten haben. Nach der Fertigstellung des Baus der Königlichen Villa und der zugehörigen Parkanlagen im Jahr 1855 befand sich der Turm im neu angelegten Park der Villa platziert und war damit in den Einzugsbereich dieses neugotischen Gebäudes gekommen. Deshalb wurde der ehemalige Wehrturm neugotisch überformt und verlor dabei sein altes Pyramidendach, das durch einen Zinnenkranz ersetzt wurde. Auch der ehemalige Aborterker wurde entfernt und durch einen neugotischen Balkon ersetzt.
Die ältere Bezeichnung des Turms als Pulverturm geht zurück auf eine Pulvermühle, die seit langer Zeit, schwimmend in der Donau verankert, in der Nähe des Turmes betrieben wurde. Das produzierte Pulver wurde dann im Turm aufbewahrt.
Der jüngere Name Anatomieturm bürgerte sich erst nach 1739 ein, nachdem der ehemalige Stadtmauerturm von der Stadtverwaltung den Regensburger Ärzten zur Verfügung gestellt worden war, um dort nach Umbaumaßnahmen ein Theatrum Anatomicum einzurichten.
Dort sollte die Aus- und Weiterbildung von Ärzten in Anatomie und Pathologie gefördert werden. Dafür setzten sich in Regensburg besonders die drei Ärzte aus der Familie Schäffer ein. Im Jahr 1739 wurden von der Stadt erstmals Geldmittel zur Verfügung gestellt. Nach den Umbaumaßnahmen wurden dann im Turm bis 1812 in einem wenig komfortabel eingerichteten Anatomieraum Sektionen und anatomische Untersuchungen vorgenommen.
Nach dieser Phase der Nutzung diente der Turm wieder zur Aufbewahrung von Pulver und nannte sich Militär-Pulverturm.

## Sonstiges
Der Turm ist für die Öffentlichkeit nur im Rahmen spezieller Führungen zugänglich.